# 苏州大学附属儿童医院

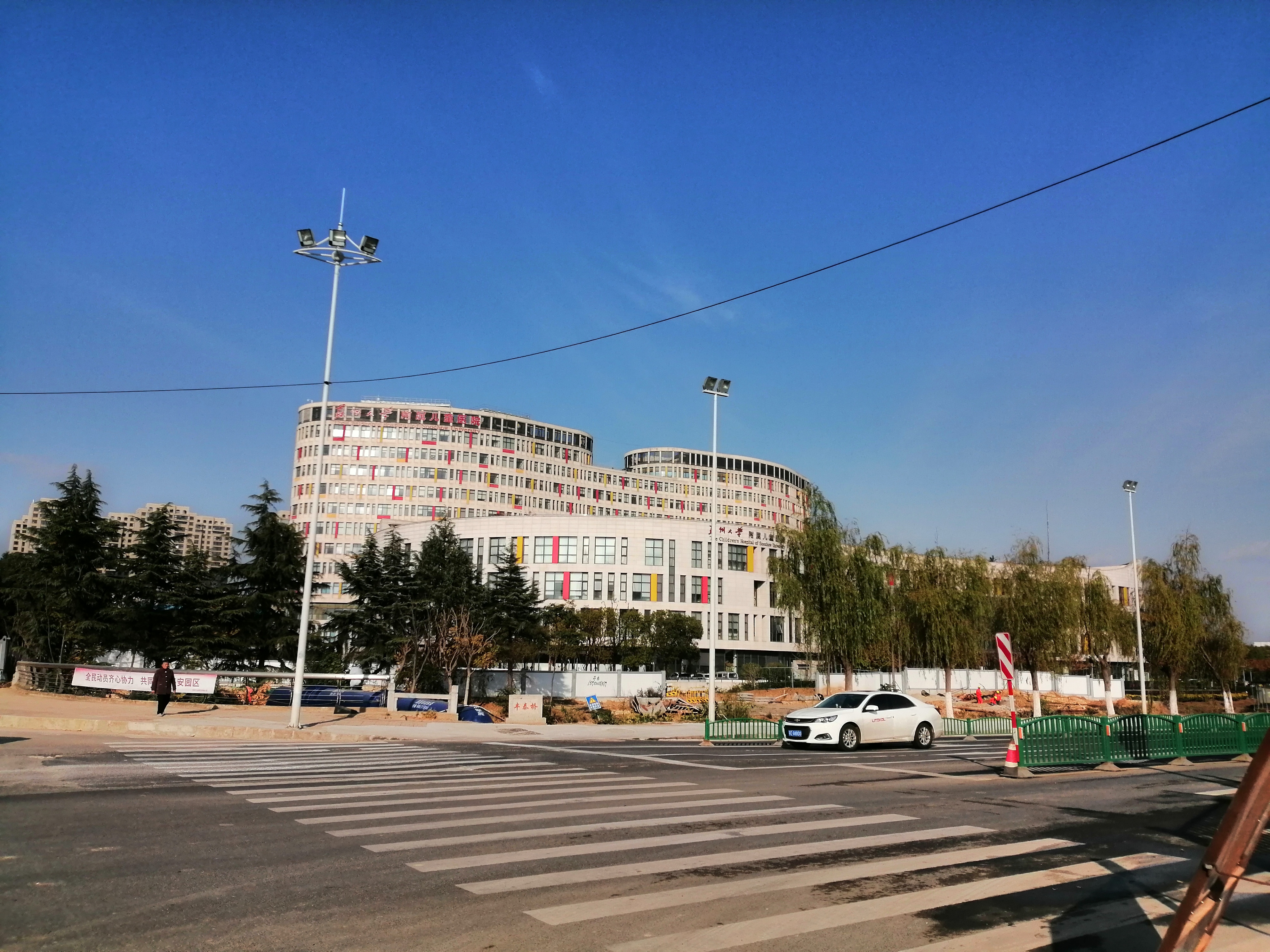
苏州大学附属儿童医院园区总院

苏州大学附属儿童医院（苏州市儿童医院），是中国江苏省的一所医院，为三级医院，成立于1959年。
本院现分为三个院区，分别是位于苏州工业园区钟南街92号的园区总院（2015年6月1日启用）、姑苏区景德路303号的景德路院区，以及2019年12月底启用的吴江院区（又名苏州市吴江区儿童医院），位于吴江区公园路176号。

## 规模
苏州大学附属儿童医院总床位300张，日门诊量720人次。